# DR Byen
DR Byen – stacja metra w Kopenhadze, na linii M1. Zlokalizowana jest pomiędzy stacjami Islands Brygge oraz Sundby. Została otwarta 19 października 2002. 

## Położenie
Stacja znajduje się w północnej części Ørestad. Nazwa stacji jest związana z Danmarks Radio w nowej siedzibie DR Byen (DR miasto), która znajduje się w pobliżu dworca. Początkowo stacja została nazwana Universitetet, ponieważ nowe budynki uniwersyteckie miały być zbudowane w pobliżu stacji, ale projekt został przeniesiony bliżej stacji Islands Brygge, obok starych budynków.